# Sneakacydal
Sneakacydal — дебютний студійний альбом американського репера Keak da Sneak, виданий 13 липня 1999 р. лейблами Murder One Records та Moe Doe Records. За перший тиждень реліз розійшовся накладом у 1,5 тис. копій. Альбом не потрапив до чартів. Виконавчий продюсер: K.O.A.B. У 2011 вийшов сиквел The Tonite Show with Keak da Sneak: Sneakacydal Returns, спродюсований DJ Fresh, котрий відомий серією альбомів «The Tonite Show».

## Список пісень
| #   | Назва                                     | Тривалість |
| --- | ----------------------------------------- | ---------- |
| 1.  | «Intro»                                   | 1:47       |
| 2.  | «Hit 'Em Where It Hurts»                  | 3:09       |
| 3.  | «Skit»                                    | 1:06       |
| 4.  | «L.W.L.» (з участю 3X Krazy)              | 4:04       |
| 5.  | «Jim Hats» (з участю Luniz)               | 4:02       |
| 6.  | «No Love» (з участю Agerman)              | 4:01       |
| 7.  | «High Tech»                               | 4:21       |
| 8.  | «Sneakacydal»                             | 3:52       |
| 9.  | «Skit»                                    | 0:21       |
| 10. | «Split Youres» (з участю The WhoRidas)    | 4:03       |
| 11. | «Sneak Out»                               | 4:09       |
| 12. | «Alright Cool»                            | 3:43       |
| 13. | «Runnin'»                                 | 4:53       |
| 14. | «A.O.B.» (з участю Sweets)                | 4:28       |
| 15. | «Rydas» (з участю Big Lurch та Mondy Moe) | 4:33       |